# 카렌 디셔

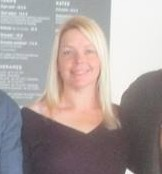

카렌 디셔(Karen Disher, 1972년 8월 7일 ~ )는 미국의 배우, 영화 감독, 성우, 영화배우, 애니메이터이다.

## 영화
- 아이스 에이지: 어 매머드 크리스마스 (2011년)
- 서바이빙 시드 (2008년)
- 아이스 에이지 3: 공룡시대 (2008년) – 스크레티 역
- 호튼 (2008년)
- 다리아 (1997년)